# Moral i dogma
Moral i dogma Drevnog i prihvaćenog škotskog obreda (engl. Morals and Dogma of the Ancient and Accepted Scottish Rite of Freemasonry), poznata jednostavno kao Moral i dogma, knjiga je ezoterične filozofije koju je objavilo Vrhovno vijeće Škotskog obreda Sjedinjenih Američkih Država, južna jurisdikcija. Autor knjige je Albert Pike, a prvo izdanje objavljeno je 1871. godine. Djelo je redovito ponovno tiskano sve do 1969. godine, nakon čega je nakladni ciklus privremeno prekinut.
S vremenom je knjiga prešla u javno vlasništvo, te je, kao i mnogi drugi takvi naslovi, više puta ponovno tiskana od strane različitih izdavača. U kolovozu 2011. godine, Vrhovno vijeće Škotskog obreda, Južna jurisdikcija objavilo je da je izdalo novo, komentirano izdanje pod naslovom: Moral i dogma Alberta Pikea: Komentirano izdanje (Albert Pike's Morals and Dogma: Annotated Edition). Djelo je priredio Arturo de Hoyos, glavni arhivar i povjesničar Južne jurisdikcije. Tekst je u potpunosti ponovno otisnut, uz dodatak oko 4000 znanstvenih bilješki koje pojašnjavaju zahtjevnije odlomke i obrađuju povijesne, religijske i filozofske teme.

## Sadržaj
Djelo Moral i dogma često se opisuje kao "zbirka od trideset i dva eseja" koji pružaju filozofsko opravdanje za stupnjeve Drevnog i prihvaćenog škotskog obreda. Predavanja u knjizi služe kao filozofska podloga za stupnjeve, nudeći pouke iz komparativne religije, povijesti i filozofije.
Prvo izdanje sadržavalo je 861 stranicu teksta, a američki političar i slobodni zidar Trevanion W. Hugo 1909. godine dodao je 218-stranični sažetak i indeks. Svako od trideset i dva poglavlja detaljno obrađuje filozofsku simboliku jednog stupnja Škotskog obreda. U izvornoj predgovoru, Albert Pike je napisao:
»Pripremajući ovo djelo, veliki zapovjednik bio je podjednako autor i sastavljač, jer je gotovo polovicu sadržaja iznio iz djela najboljih pisaca i najfilozofskijih ili najrječitijih mislilaca. Možda bi bilo bolje i prihvatljivije da je više izvlačio, a manje pisao.«
»Svatko ima potpuno pravo odbaciti i ne složiti se s bilo čim u ovom djelu što mu se čini neistinitim ili pogrešnim.«
Iako se u knjizi detaljno raspravlja o detaljima masonskih rituala, tekst je napisan tako da ne otkriva masonske tajne. Ritualni pokreti i predmeti nazivaju se i tumače, ali se ne opisuju u potpunosti. U svom govoru iz 1947. godine, Pikeov nasljednik, veliki zapovjednik John Henry Cowles, primijetio je da su pojedine masonske publikacije koristile opsežne izvatke iz knjige, što je pokušao ograničiti dodavanjem sljedeće napomene na naslovnu stranicu: "Ezoterična knjiga, isključivo za uporabu unutar Škotskog obreda; mora se vratiti u slučaju povlačenja ili smrti primatelja." Iako je Moral i dogma ezoterično djelo, nije bila tajna knjiga – Pike je u predgovoru jasno istaknuo da svaki slobodni zidar može posjedovati primjerak, ali se posebno preporučuje slobodnim zidarima Škotskog obreda.
Knjiga Moral i dogma sastoji se od 32 poglavlja, od kojih je svako posvećeno jednom stupnju Južne jurisdikcije Škotskog obreda, s izuzetkom 33. stupnja. Poglavlja u pravilu obrađuju teme kao što su komparativna religija, filozofija, etimologija, simbolika i numerologija. Glavne teme koje se provlače kroz djelo su "tajne" ili "velike misterije", njihova simbolika i pripadajući rituali.
U knjizi se izričito navodi da ništa u tekstu nije namijenjeno otkrivanju tajni slobodnog zidarstva, već da se kroz filozofski i simbolički diskurs na njih tek nagovještava ili baca dodatno svjetlo. Djelo snažno naglašava vjersku i kulturnu toleranciju, ističući da sve religije imaju isti izvor, u skladu s doktrinom Prisca theologia (prvotne božanske mudrosti). Zajednički simboli i obrasci u svim religijama detaljno se analiziraju, počevši od orfijskog jaja (kozmičkog jajeta), pa sve do egipatskih, feničkih, budističkih, hinduističkih i abrahamskih tekstova.
Od početka 20. stoljeća pa sve do sredine 1970-ih, primjerak knjige Moral i dogma redovito se darivao novim članovima Južne jurisdikcije Škotskog obreda. Godine 1974. zamijenjena je djelom Clausenovi komentari na Morale i dogmu (Clausen's Commentaries on Morals and Dogma) koje je iste godine napisao tadašnji veliki zapovjednik Henry C. Clausen. Ova je knjiga 1988. godine zamijenjena novim djelom Most prema svjetlu: revidirani standardni Pikeov ritual (A Bridge to Light: The Revised Standard Pike Ritual), autora Rexa Hutchensa. Nakon prihvaćanja Revidiranog standardnog Pikeova rituala, Hutchensovo je djelo revidirano 2010. godine od strane Artura de Hoyosa, glavnog arhivara i povjesničara Južne jurisdikcije. Danas se novim članovima Južne jurisdikcije prilikom pristupanja uručuju dva djela autora de Hoyosa, uključujući Moral i dogma: Komentirano izdanje, koje uključuje suvremene komentare i objašnjenja izvornog Pikeova teksta.
Tijekom Pikeova života, Vrhovno vijeće Škotskog obreda SAD, sjeverna jurisdikcija temeljila je mnoge svoje rituale na njegovim tekstovima, iako su ih kasnije više puta revidirali. Međutim, nikada nisu darivali primjerke knjige Moral i dogma svojim novim članovima, kao ni kasnije komentare koji su iz nje proizašli.

## Utjecaji i optužbe za plagijat
Jedan od važnijih intelektualnih utjecaja Alberta Pikea bio je francuski autor Eliphas Levi, pseudonim Alphonsea Louisa Constanta, poznatog pisca o okultnim temama koji je u Pikeovo vrijeme smatran autoritetom za poganske misterije i gnosticizam. Ipak, njegova stručnost je naknadno dovedena u pitanje. Primjerice, okultni istraživač Arthur Edward Waite, nakon proučavanja Levieva rada o Kabali, napisao je: "Ne mislim da je Levi ikada iznio ijednu povijesnu tvrdnju kojoj bi se moglo s povjerenjem vjerovati."
U svojoj knjizi Dogma i ritual visoke magije (1855.), Levi je tvrdio da slobodno zidarstvo potječe iz drevnih poganskih rituala, a Pike je mnoge od tih tvrdnji prihvatio bez zadrške. Prema riječima američkog autora Christophera L. Hodappa, "čitavi odlomci Levieva djela pretvoreni su u Pikeove tekstove."
Francuski filozof René Guénon također je istaknuo da je "značajan dio knjige Moral i dogma očigledno plagiran iz knjige Dogma i ritual visoke magije francuskog okultista Eliphasa Levia." Autori Craig Heimbichner i Adam Parfrey navode da Pike "nije pokazivao naročitu potrebu za pravilnim navođenjem preuzetih dijelova" te da je u knjizi Moral i dogma "plagirao iz djela francuskog okultista Eliphasa Levia."
Iako je opsežno preuzimao sadržaj od Levia, Pike je još više tekstova izvukao iz djela drugih autora, među kojima su: američki unitarijski svećenici Orville Dewey i Theodore Parker, engleski svećenik i slobodni zidar George Oliver, francuski učenjak Charles François Dupuis i francuski povjesničar Jacques Matter. U Moralu i dogmi: Komentirano izdanje iz 2011. autora Artura de Hoyosa, izvori se navode paragraf po paragraf, a ukupno se spominje više od stotinu autora iz kojih je Pike crpio sadržaj.

## Hrvatsko izdanje
Do 2025. godine u Hrvatskoj nije objavljeno službeno izdanje prijevoda ove knjige. U knjižnicama i antikvarijatima dostupna je samo inačica na srpskom jeziku, koja predstavlja jedini poznati prijevod na prostoru socijalističke Jugoslavije.